# Charles Joseph Minard

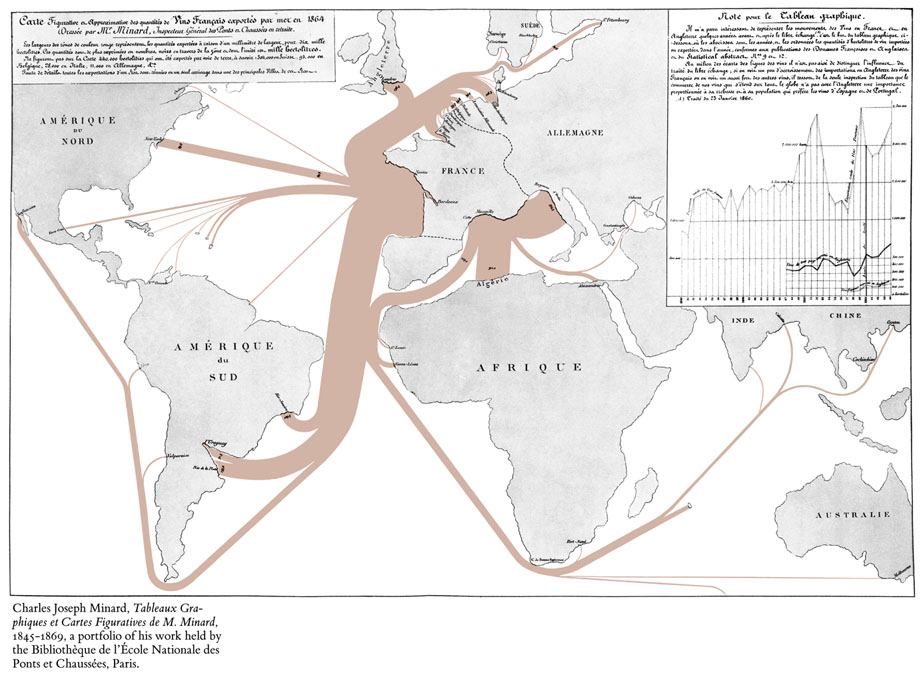
Mapa eksportu francuskiego wina, 1864

Charles Joseph Minard (ur. 27 marca 1781 w Dijon, zm. 24 października 1870 w Bordeaux) – francuski inżynier, budowniczy kanałów i portów, pionier graficznych metod analizy i przekazywania informacji z zakresu inżynierii i statystyki, autor graficznej wizualizacji inwazji Napoleona na Rosję w 1812 roku.

## Życiorys
Charles Joseph Minard urodził się 27 marca 1781 w Dijon. Ojciec nauczył Minarda czytać i pisać w wieku lat czterech. W wieku piętnastu lat rozpoczął naukę w École polytechnique a następnie w 1803 roku ukończył École nationale des ponts et chaussées. Zajmował się budową kanałów i portów, przy których stosował innowacyjne rozwiązania własnego pomysłu.
W 1830 roku został powołany na stanowiska inspektora w wyższej szkole École nationale des ponts et chaussées (ENPC), gdzie był odpowiedzialny za nauczanie żeglugi śródlądowej i kolejnictwa(1832–1842) oraz prac morskich (1836–1842).
W 1831 roku zaproponował utworzenie w szkole katedry ekonomii politycznej. Jego praca traktująca o robotach publicznych „Notions élémentaires d'économie politique appliquée aux travaux publics” znalazła uznanie francuskiego ekonomisty Jeana-Baptisty Saya (1767–1832). Minard zajmował się również graficznymi metodami analizy i przekazywania informacji i ta praca przyniosła mu największe uznanie.
W 1846 roku szkoła utworzyła dla niego nowe stanowisko inspektora generalnego z zakresem nauczania budowy portów, linii kolejowych i ekonomii politycznej. Po awansie na inspektora generalnego rady szkoły, zaangażował się w badania nad projektami budowy linii kolejowych. W 1851 roku Minard przeszedł na emeryturę. Zmarł 24 października 1870 w Bordeaux.

## Infografiki Minarda
Minard był pionierem kartografii tematycznej i grafiki statystycznej. Opracował wiele nowatorskich metod przedstawiania danych i rozpropagował wykres Sankeya zastosowany po raz pierwszy najprawdopodobniej przez Henry’ego Harnessa w 1837 roku. Nie wiadomo czy Minard znał pracę Harnessa czy też opracował metodę niezależnie od niego.
Różni autorzy zidentyfikowali od 51 do 58 grafik Minarda. Wiele z nich przedstawia przepływ dóbr (m.in. francuski eksport wina, bawełny, węgla, itp.) i ludzi. W 1845 roku Minard opublikował swoje pierwsze graficzne przedstawienie – ruchu kolejowego pomiędzy Dijon i Mulhouse.
Prace Minarda stanowiły podstawę dla wielu decyzji podejmowanych w ramach planowania przestrzennego i w latach 1850–1860 wszyscy francuscy ministrowie robót publicznych portretowali się z grafikami Minarda w tle.

### Inwazja Napoleona na Rosję

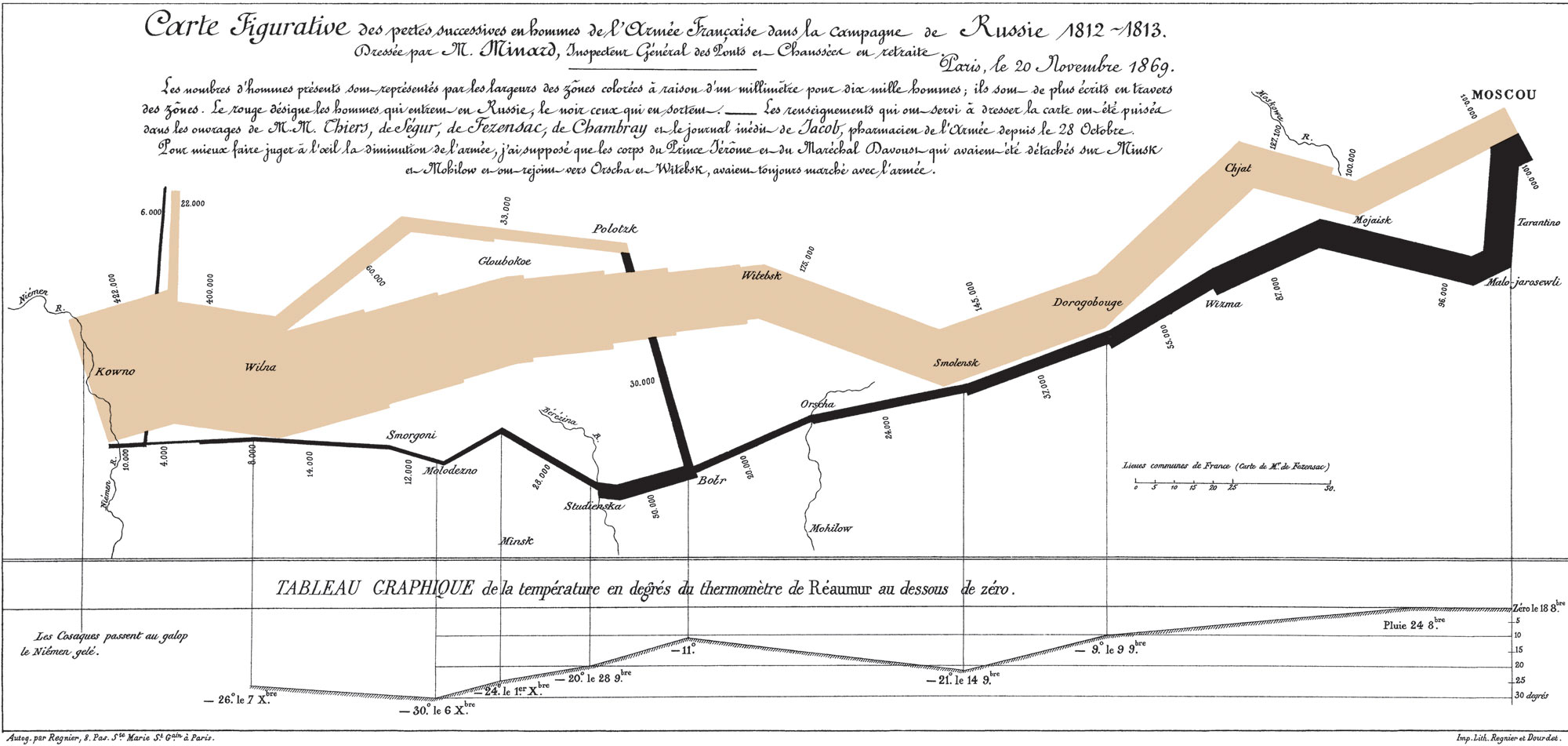
Carte figurative des pertes successives en hommes de l'Armee Frangais dans la campagne de Russe 1812–1813, 1869

20 listopada 1869 roku Minard opublikował graficzną wizualizację – wykres Sankeya – inwazji Napoleona na Rosję w 1812 roku – Carte figurative des pertes successives en hommes de l'Armee Frangais dans la campagne de Russe 1812–1813, uznawaną przez niektórych za najlepszą grafikę świata kiedykolwiek powstałą.
Grafika przedstawia katastroficzne straty wielkiej armii Napoleona wskutek zimna i mrozu – z 442 tys. żołnierzy biorących udział w kampanii powróciło 10 tys. Przemarsz wojska ukazany jest na mapie i zaznaczony strzałkami, których grubości ilustrują wielkość armii w danym miejscu i czasie. Pod mapą znajduje się diagram z temperaturami. Graficzne połączenie informacji geograficznych, statystycznych i meteorologicznych w jednej wizualizacji oddaje wielowymiarowo ogrom poniesionej klęski.

### Przemarsz wojsk Hannibala

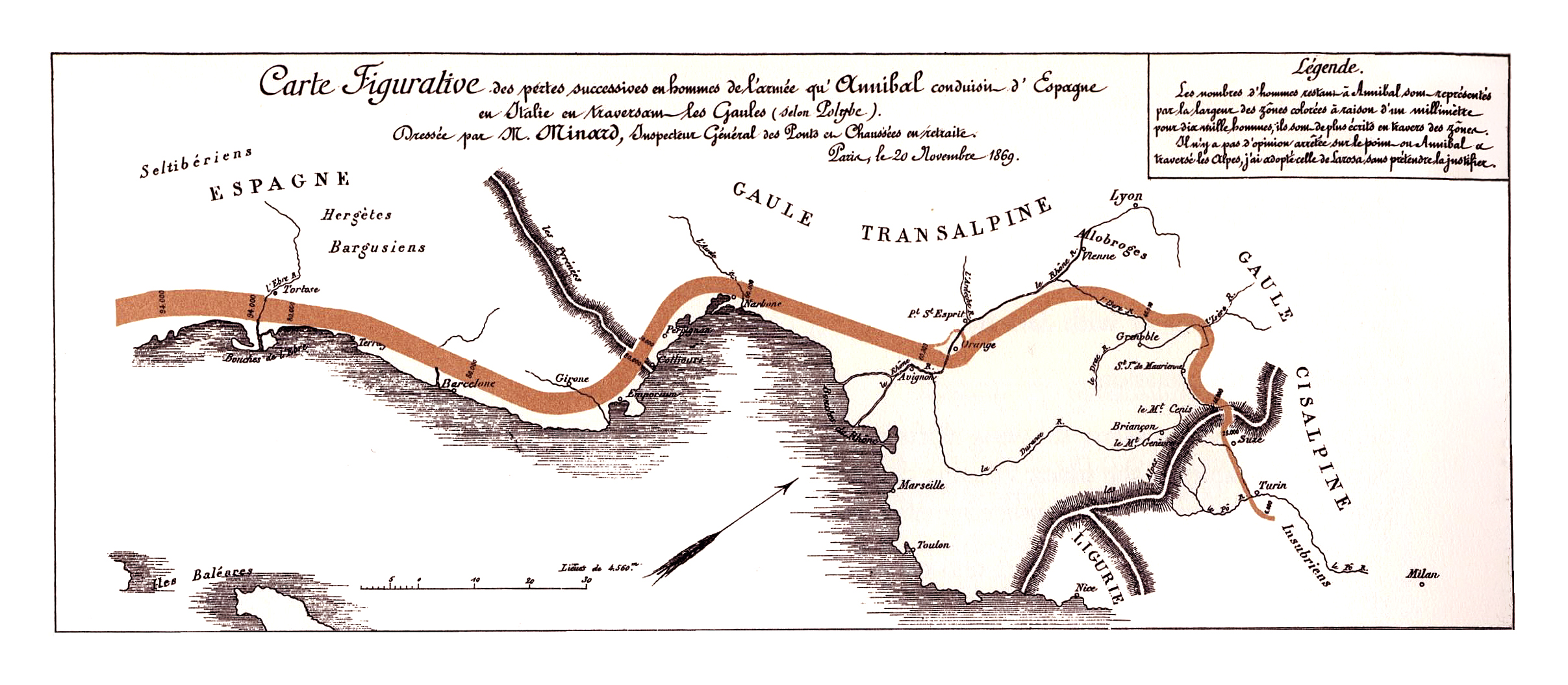
Gràfic informatiu de les pèrdues d'homes en la incursió d'Espanya a Itàlia de les tropes d'Hannibal, 1869

20 listopada 1869 roku Minard opublikował drugi wykres Sankeya przedstawiający przemarsz wojsk Hannibala z Hiszpanii do Italii podczas II. wojny punickiej. Z armii liczącej 96 tys., po przeprawie przez Alpy zostało 26 tys.